# Faust (Tourgueniev)
 (février 2021).
Si vous disposez d'ouvrages ou d'articles de référence ou si vous connaissez des sites web de qualité traitant du thème abordé ici, merci de compléter l'article en donnant les références utiles à sa vérifiabilité et en les liant à la section « Notes et références ».
Faust est une nouvelle de quarante-trois pages d'Ivan Tourgueniev parue dans la revue russe Le Contemporain en 1856.

## Résumé
Sous forme de neuf lettres, Paul Alexandrovitch B. raconte à un ami son retour sur ses terres après neuf années d'absence. Il fait la connaissance de son voisin et de sa femme, qu’il a autrefois aimée, mais dont la mère lui avait refusé la main.
Il l’éveille aux plaisirs de la lecture et de la poésie ; tout commence par la lecture de Faust, le chef-d'œuvre de Goethe. Le récit la bouleverse, car son éducation s’était faite sans livre. Elle tombe de nouveau amoureuse de lui. Cela lui cause un choc : elle en meurt.

## Éditions
- Faust, traduit par Xavier Marmier, dans Scènes de la vie russe, Paris, Hachette, 1887.
- Faust, traduit par Françoise Flamant, dans Romans et nouvelles complets, tome II, Éditions Gallimard, « Bibliothèque de la Pléiade », 1982  (ISBN 2-07-011022-2)